# Iveco ACCO

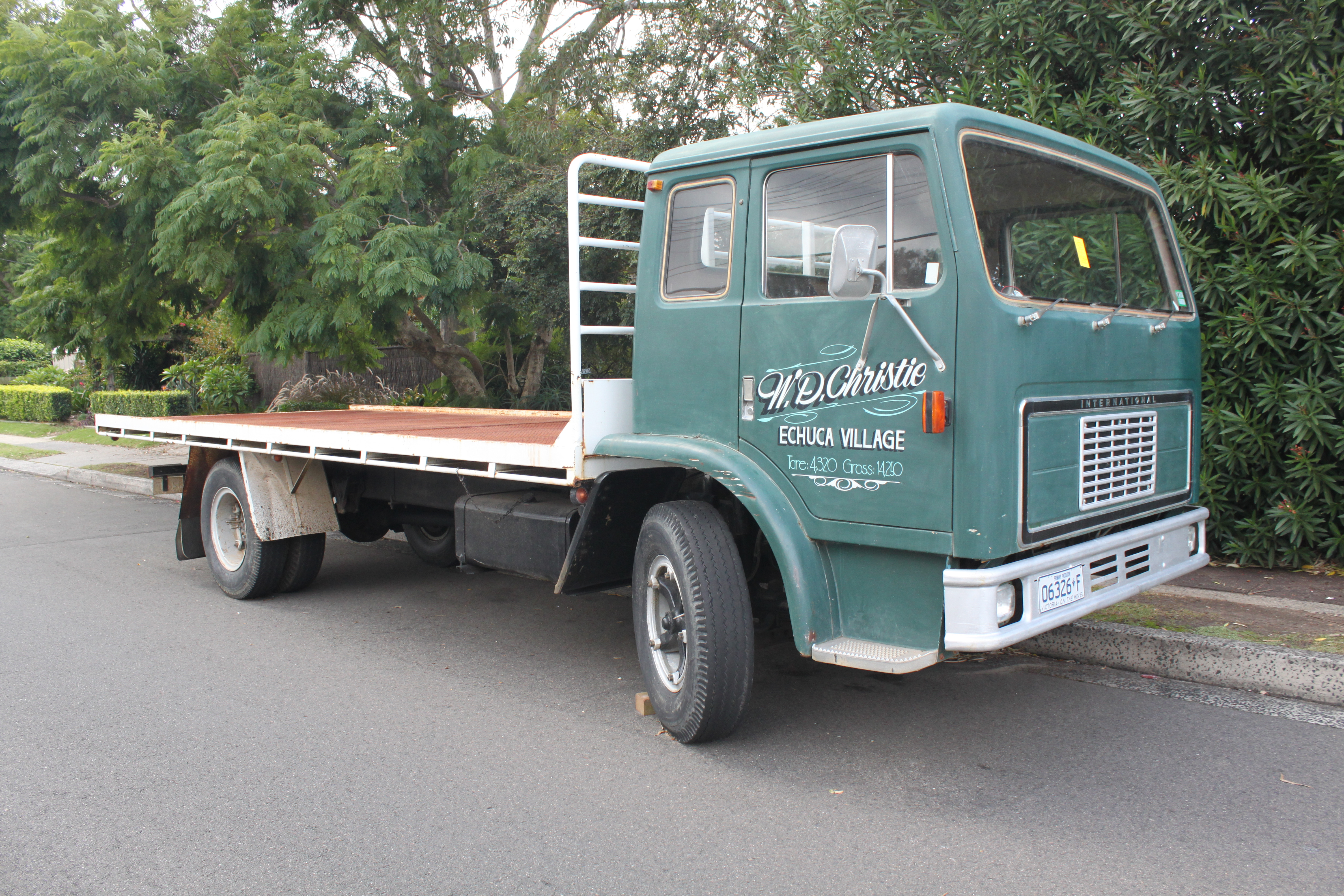
International ACCO 1973

Der ACCO (Australian C-Line Cab Over) ist eine Zugmaschine, die von Iveco für den australischen Markt hergestellt wird. Bis 2022 wurde die Baureihe im australischen Dandenong hergestellt.
Die Bezeichnung ACCO wurde 1972 von International Harvester eingeführt.
Im Jahre 1972 kam der ACCO mit der Kabine von International Harvester auf den Markt. Später wurden die modifizierte Kabinen der Iveco-Baureihen EuroTech und ab 2008 die des Iveco Stralis verwendet. 2014 erfuhr die Familie ein äußerliches und technisches Facelift, wie die Wahl zwischen 4x2, 6x2 und 8x4 angetriebenen Achsen und einem serienmäßigen ESC-System. Neu waren auch die angebotenen 8,9-l-Motoren mit 208 bis 253 kW und Euro-5-Abgasnorm.
Bis 2014 verkaufte er sich 78 000-mal.
Der letzte Iveco ACCO mit einer australischen Kabine wurde 2019 produziert. Insgesamt wurden bis dahin rund 90.000 Iveco/International ACCO produziert.
Ende 2018 wurde die neue Generation des ACCO basierend auf dem X-Way präsentiert. Ab 2022 wird der ACCO mit der Kabine des Iveco S-Way verkauft.

## International / Iveco in Australien

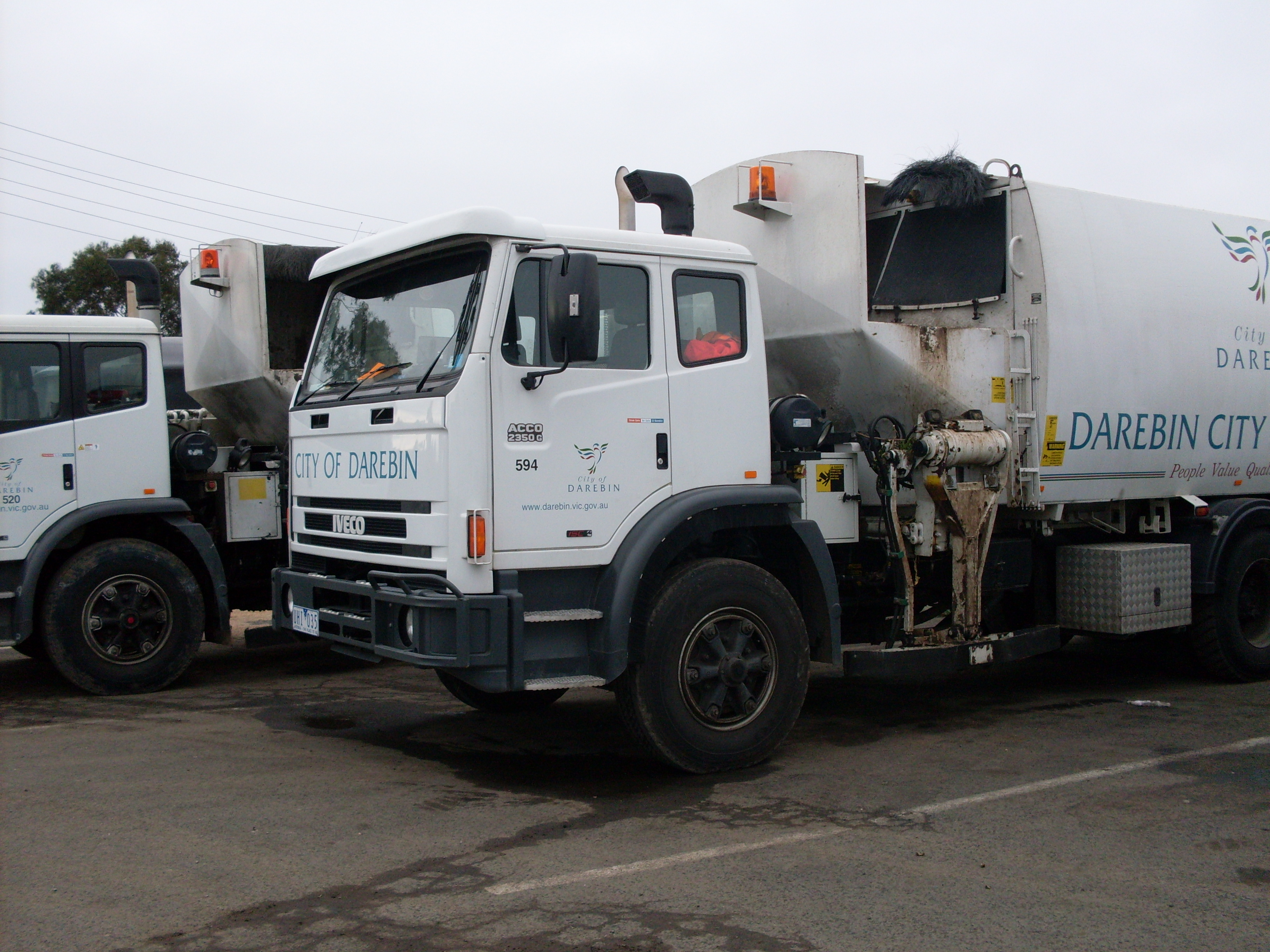
Iveco ACCO mit modifizierter EuroTech-Kabine

International Harvester begann 1907 in Australien mit der Montage des Autobuggy, eines LKWs, 1952 wurde die Fabrik in Dandenong eröffnet, die 1992 von Iveco übernommen wurde. Bis 2000 benutzte Iveco in Australien noch den Namen International. 2022 gab Iveco die dortige Fertigung auf und verkaufte 2023 einen Großteil des Geländes.

## Motorisierung
Lange Zeit wurden die Iveco ACCO von Cummins-Motoren angetrieben. In den aktuellen Modelle werden Iveco-Cursor-Motoren verbaut.

## Radstände
- PTC ACCO 2350G
  - GCM 4x2 36,0 t
  - GCM 6x4 30,0 t (Automatik)
  - GCM 6x4 42,5 t (Manuell)
  - GCM 8x4 42,5 t
  - GVM 4x2 16,5 t
  - GVM 6x4 24,5 t
  - GVM 8x4 30,0 t

- 4x2 – Radstand 3800 mm – Länge: 6200 mm
- 6x4 – Radstand 4200 mm – Länge: 7355 mm
- 6x4 – Radstand 6000 mm – Länge: 10 310 mm
- 8x4 – Radstand 6400 mm – Länge: 10 310 mm